# Linwood (Nebraska)
Linwood è un comune degli Stati Uniti d'America, situato nello Stato del Nebraska, nella contea di Butler.